# فلامینگوی پلاستیکی
فلامینگوهای پلاستیکی صورتی یک زیور معمولی برای چمن‌کاری در ایالات متحده است که از پلاستیک ساخته شده است.
در سال ۲۰۰۹، شهر مدیسون، ویسکانسین، شورای مشترک فلامینگوی پلاستیکی را به عنوان پرنده رسمی شهر معرفی کرد. باشگاه فوتبال این شهر، فوروارد مدیسون اف سی، از فلامینگوی پلاستیکی روی لوگوی خود استفاده می‌کند.
برخی از انجمن‌های مالکان خانه نصب فلامینگوهای پلاستیکی و زینت‌های مشابه برای چمن‌کاری را ممنوع می‌کنند و صاحبان متخلف را جریمه می‌کنند، به این دلیل که چنین زینت‌هایی ارزش املاک و مستغلات محله را پایین می‌آورد.